# Bogdanki (województwo wielkopolskie)
Bogdanki – wieś w Polsce położona w województwie wielkopolskim, w powiecie gostyńskim, w gminie Poniec.
W okresie Wielkiego Księstwa Poznańskiego (1815-1848) miejscowość należała do wsi mniejszych w ówczesnym pruskim powiecie Kröben (krobskim) w rejencji poznańskiej. Bogdanki należały do okręgu gostyńskiego tego powiatu i stanowiły część majątku Łęka Wielka, którego właścicielem był wówczas (1846) Józef Mycielski. Według spisu urzędowego z 1837 roku wieś liczyła 26 mieszkańców, którzy zamieszkiwali 4 dymy (domostwa).
W latach 1975–1998 miejscowość administracyjnie należała do województwa leszczyńskiego.